# Ceratozamia euryphyllidia
{{#ifeq:0|0|{{#if:|{{#if:Ceratozamiaeuryphyllidia|[[]}}|}}}}
Ceratozamia euryphyllidia — вид голонасінних рослин класу саговникоподібні (Cycadopsida).
Етимологія: від грецького euryphyllos — «великий аркуш».

## Опис
Стовбур 20 см в довжину, 10 см діаметром. Листків 5–10 в кроні. Нові паростки світло-зелені або блакитні. Листки темно-зелені або синьо-зелені, матові, довжиною 200—320 см, з 12–26 фрагментами; черешок 60–90 см завдовжки, озброєний шипами. Фрагменти не згруповані, яйцевиді, асиметричні, серединні фрагменти завдовжки, 90–160 мм в ширину. Пилкові шишки зелені, веретеновидо-циліндричні, довжиною 28 см, 3 см діаметром; плодоніжка 6–8 см завдовжки. Насіннєві шишки коричневі, яйцевидо-циліндричні, довжиною 20 см, 5 см діаметром; плодоніжка 12 см в довжину. Насіння яйцеподібне, 23–27 мм, шириною 20 мм; саркотеста біла, старіючи стає коричневою.

## Поширення, екологія
Країни поширення: Мексика (Веракрус, Оахака). Рослини зустрічаються як підлісковий чагарник у важкій тіні в тропічних вологих вічнозелених лісах. Вони ростуть на відносно низьких висотах у Веракрус (120 м), але, як правило, знаходяться на дещо великих висотах на вапнякових вершин, хребтів або пагорбах (до 500 м) в Оахака.

## Загрози та охорона
Загроза: руйнування середовища проживання, в основному, деградація лісових місцеперебувань внаслідок антропогенного переселення в регіоні Укспанапа. Жодної субпопуляції немає на охоронних територіях. 